# KylieFever2002
KylieFever2002 (cunoscut și sub numele Fever Tour 2002) a fost un turneu internațional susținut de Kylie Minogue pentru a-și promova albumul Fever. Acesta a fost cel mai extravagant turneu al ei până atunci. Turneul a vizitat Europa și Australia.

## Lista melodiilor
Act 1: Silvanemesis
- Introducere „The Sound of Music”
- „Come into My World”
- „Shocked”
- „Love at First Sight”
- „Fever”

Act 2: Droogie Nights
- „Spinning Around”

Act 3: The Crying Game
- „Crying Game Medley”
  - „Where Is the Feeling?” (Intro vorbit)
  - „The Crying Game”
  - „Put Yourself in My Place”
  - „Finer Feelings”
  - „Dangerous Game”
  - „The Crying Game”

Act 4: Street Style
- „GBI: German Bold Italic”
- „Confide in Me”
- „Cowboy Style”/Double Dutch Bus (conține elemente din „The Real Slim Shady”)
- „Kids”

Act 5: Sex In Venice
- „On a Night like This”
- „The Loco-Motion”
- Latin Medley
  - „In Your Eyes”
  - „Please Stay”
  - „The Rhythm of the Night”
  - „In Your Eyes”

Act 6: Cybertronica
- „Cybertronica” (Intro)
- „Limbo”
- „Light Years”/„I Feel Love”
- I Should Be So Lucky”/Dreams

Act 7: VoodooInferno
- „Burning Up”
- „Better the Devil You Know”

Biss
- „Can't Get Blue Monday Out of My Head”
- „Kookachoo” [interpretat doar la ultimele două spectacole din Melbourne]

## Datele Turneului
| Dată            | Oraș                | Țară         | Locația                                   |
| --------------- | ------------------- | ------------ | ----------------------------------------- |
| Europa          |                     |              |                                           |
| 26 aprilie 2002 | Cardiff             | Regatul Unit | Cardiff International Arena               |
| 27 aprilie 2002 | Cardiff             | Regatul Unit | Cardiff International Arena               |
| 28 aprilie 2002 | Cardiff             | Regatul Unit | Cardiff International Arena               |
| 29 aprilie 2002 | Cardiff             | Regatul Unit | Cardiff International Arena               |
| 1 mai 2002      | Manchester          | Regatul Unit | Manchester Evening News Arena             |
| 2 mai 2002      | Manchester          | Regatul Unit | Manchester Evening News Arena             |
| 3 mai 2002      | Manchester          | Regatul Unit | Manchester Evening News Arena             |
| 4 mai 2002      | Manchester          | Regatul Unit | Manchester Evening News Arena             |
| 6 mai 2002      | Birmingham          | Regatul Unit | National Exhibition Centre                |
| 7 mai 2002      | Birmingham          | Regatul Unit | National Exhibition Centre                |
| 8 mai 2002      | Birmingham          | Regatul Unit | National Exhibition Centre                |
| 9 mai 2002      | Birmingham          | Regatul Unit | National Exhibition Centre                |
| 11 mai 2002     | Manchester          | Regatul Unit | Manchester Evening News Arena             |
| 12 mai 2002     | Manchester          | Regatul Unit | Manchester Evening News Arena             |
| 14 mai 2002     | Sheffield           | Regatul Unit | Sheffield Arena                           |
| 16 mai 2002     | Sheffield           | Regatul Unit | Sheffield Arena                           |
| 17 mai 2002     | Glasgow             | Regatul Unit | Scottish Exhibition and Conference Centre |
| 18 mai 2002     | Glasgow             | Regatul Unit | Scottish Exhibition and Conference Centre |
| 19 mai 2002     | Glasgow             | Regatul Unit | Scottish Exhibition and Conference Centre |
| 21 mai 2002     | Newcastle upon Tyne | Regatul Unit | Newcastle Arena                           |
| 22 mai 2002     | Newcastle upon Tyne | Regatul Unit | Newcastle Arena                           |
| 24 mai 2002     | Londra              | Regatul Unit | Wembley Arena                             |
| 25 mai 2002     | Londra              | Regatul Unit | Wembley Arena                             |
| 26 mai 2002     | Londra              | Regatul Unit | Wembley Arena                             |
| 27 mai 2002     | Londra              | Regatul Unit | Wembley Arena                             |
| 30 mai 2002     | Stockholm           | Suedia       | Hovet                                     |
| 31 mai 2002     | Oslo                | Norvegia     | Oslo Spectrum                             |
| 1 iunie 2002    | Copenhaga           | Danemarca    | Forum Copenhagen                          |
| 3 iunie 2002    | München             | Germania     | Olympiahalle                              |
| 4 iunie 2002    | Viena               | Austria      | Gasometer                                 |
| 6 iunie 2002    | Zürich              | Elveția      | Hallenstadium                             |
| 8 iunie 2002    | Berlin              | Germania     | Velodrom                                  |
| 9 iunie 2002    | Hamburg             | Germania     | Sporthalle                                |
| 11 iunie 2002   | Frankfurt           | Germania     | Festhalle                                 |
| 12 iunie 2002   | Rotterdam           | Olanda       | Ahoy' Rotterdam                           |
| 13 iunie 2002   | Oberhausen          | Germania     | Oberhausen Arena                          |
| 15 iunie 2002   | Paris               | Franța       | Palais Omnisports de Paris-Bercy          |
| 18 iunie 2002   | Milano              | Italia       | Fila Forum                                |
| Australia       |                     |              |                                           |
| 2 august 2002   | Sydney              | Australia    | Sydney Entertainment Centre               |
| 3 august 2002   | Sydney              | Australia    | Sydney Entertainment Centre               |
| 4 august 2002   | Sydney              | Australia    | Sydney Entertainment Centre               |
| 5 august 2002   | Sydney              | Australia    | Sydney Entertainment Centre               |
| 7 august 2002   | Sydney              | Australia    | Sydney Entertainment Centre               |
| 8 august 2002   | Sydney              | Australia    | Sydney Entertainment Centre               |
| 11 august 2002  | Melbourne           | Australia    | Rod Laver Arena                           |
| 12 august 2002  | Melbourne           | Australia    | Rod Laver Arena                           |
| 14 august 2002  | Melbourne           | Australia    | Rod Laver Arena                           |
| 15 august 2002  | Melbourne           | Australia    | Rod Laver Arena                           |
| 16 august 2002  | Melbourne           | Australia    | Rod Laver Arena                           |